# 181st Street (IRT/métro de New York)
181st Street, est une station, établie en souterrain, de la ligne d'infrastructure IRT Broadway-Seventh Avenue du métro de New York. Elle est située, à l'intersection West 181st Street & Saint Nicholas Avenue, sur le quartier Washington Heights, dans l'arrondissement de Manhattan, de la ville de New York aux États-Unis.
C'est une station historique ouverte, par l,Interborough Rapid Transit Company (IRT), en 1906. Exploitée par la New York City Transit Authority, elle est desservie, jours et nuits, par les rames du service 1 (rouge) du métro.

## Situation sur le réseau

Plan du métro de New York (2009)

### Infrastructure
Établie en souterrain, 181st Street, est une station de la ligne d'infrastructure du métro IRT Broadway-Seventh Avenue. Elle est située entre la station 191st Street, en direction du terminus nord, et la station 168th Street, en direction du terminus sud. Elle marque la limite entre la section aérienne au nord et la section souterraine au sud.

### Service desserte
La station Dyckman Street est une station d'arrêt du service de desserte 1 du métro de New York : elle est située entre la station 191st Street, en direction du terminus nord Van Cortlandt Park – 242nd Street, et la station 168th Street, en direction du terminus sud South Ferry – Whitehall Street.

## Histoire
La station 145th Street est mise en chantier, dans le cadre de la West Side Line de l'Interborough Rapid Transit Company (IRT),  lors du prolongement de la ligne de la 133e rue jusqu'à un point situé à 30 m au nord de la 182e rue. Les travaux sur cette section sont réalisés par L. B. McCabe & Brother, qui débute la construction du cette section en tunnel le 14 mai 1900. La ligne originale du métro de New York, reliant la station City Hall à la 145th Street sur la branche ouest, est mise en service en 1904. La branche ouest est prolongée au nord de la 157th Street jusqu'au terminus provisoire de la 221st Street, près du canal maritime de la rivière Harlem, le 12 mars 1906. 
La station 181st Street est mise en service le 30 mai 1906, sur cette section déjà ouverte, lorsque les trains express débutent leurs circulations jusqu'à la 221st Street'.

Installations en 1968
En 1968.
En 1968.
En 1968.

## Services aux voyageurs

### Desserte

Installations et desserte
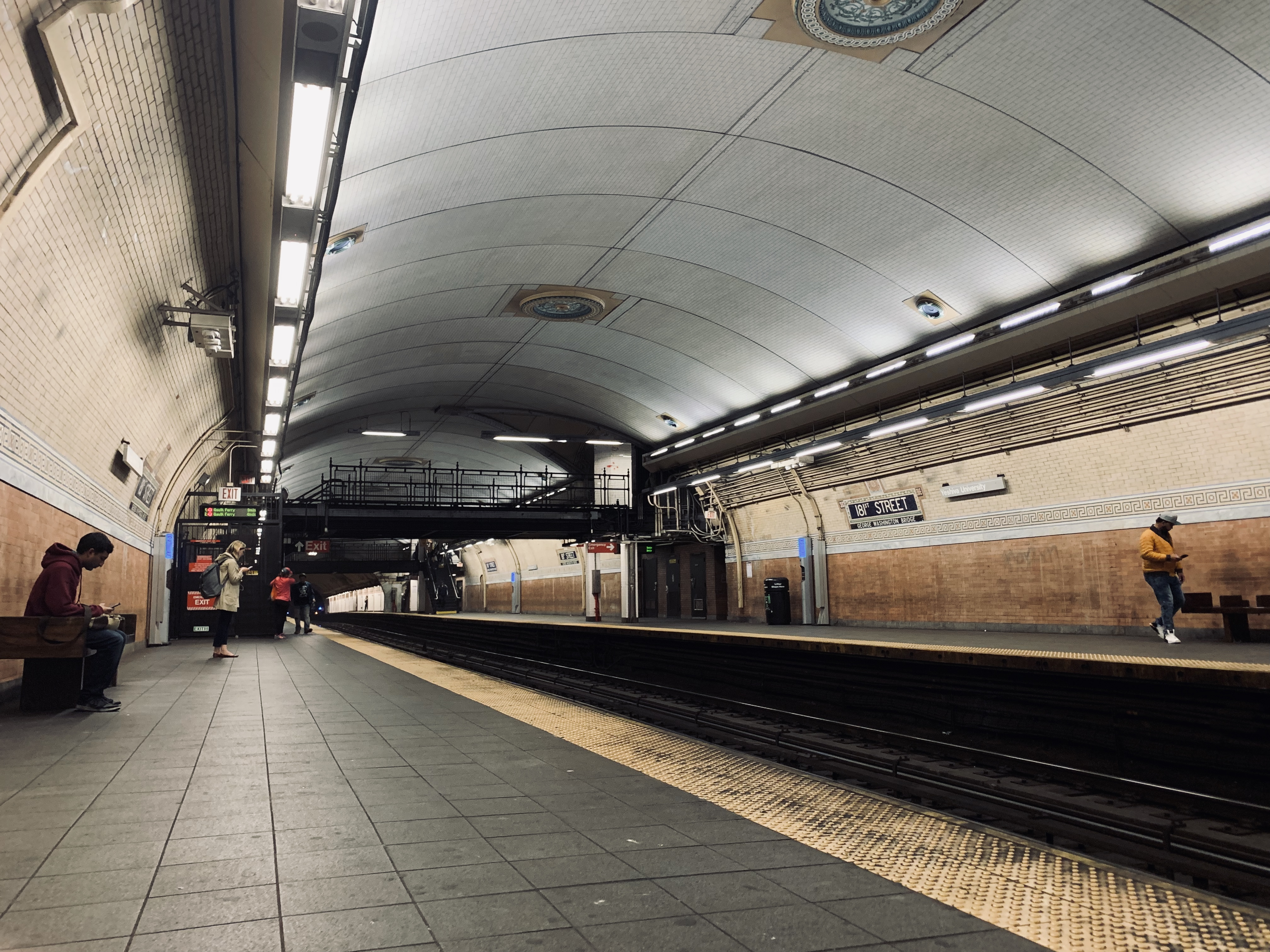
En 2022.
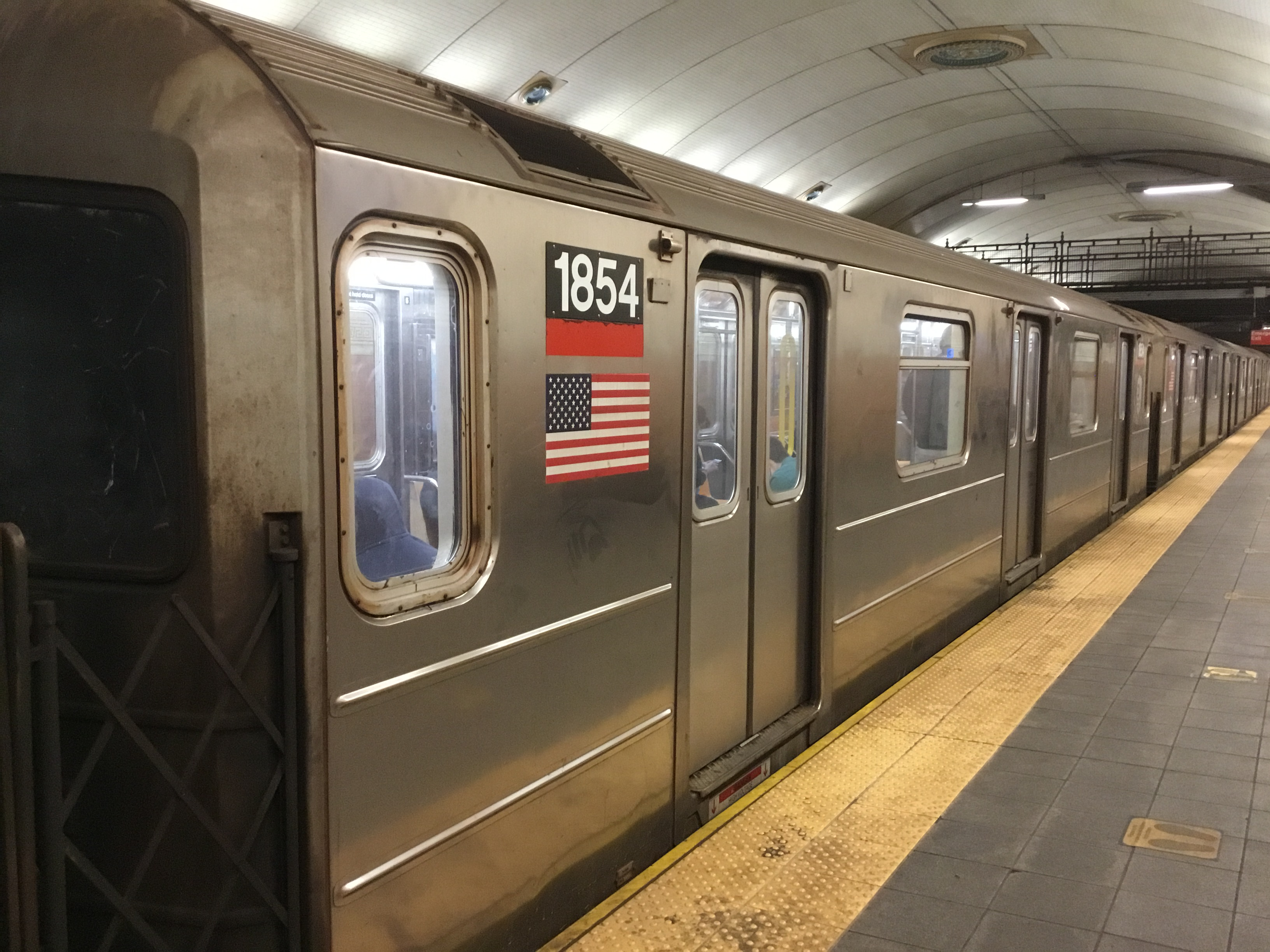
En 2022.
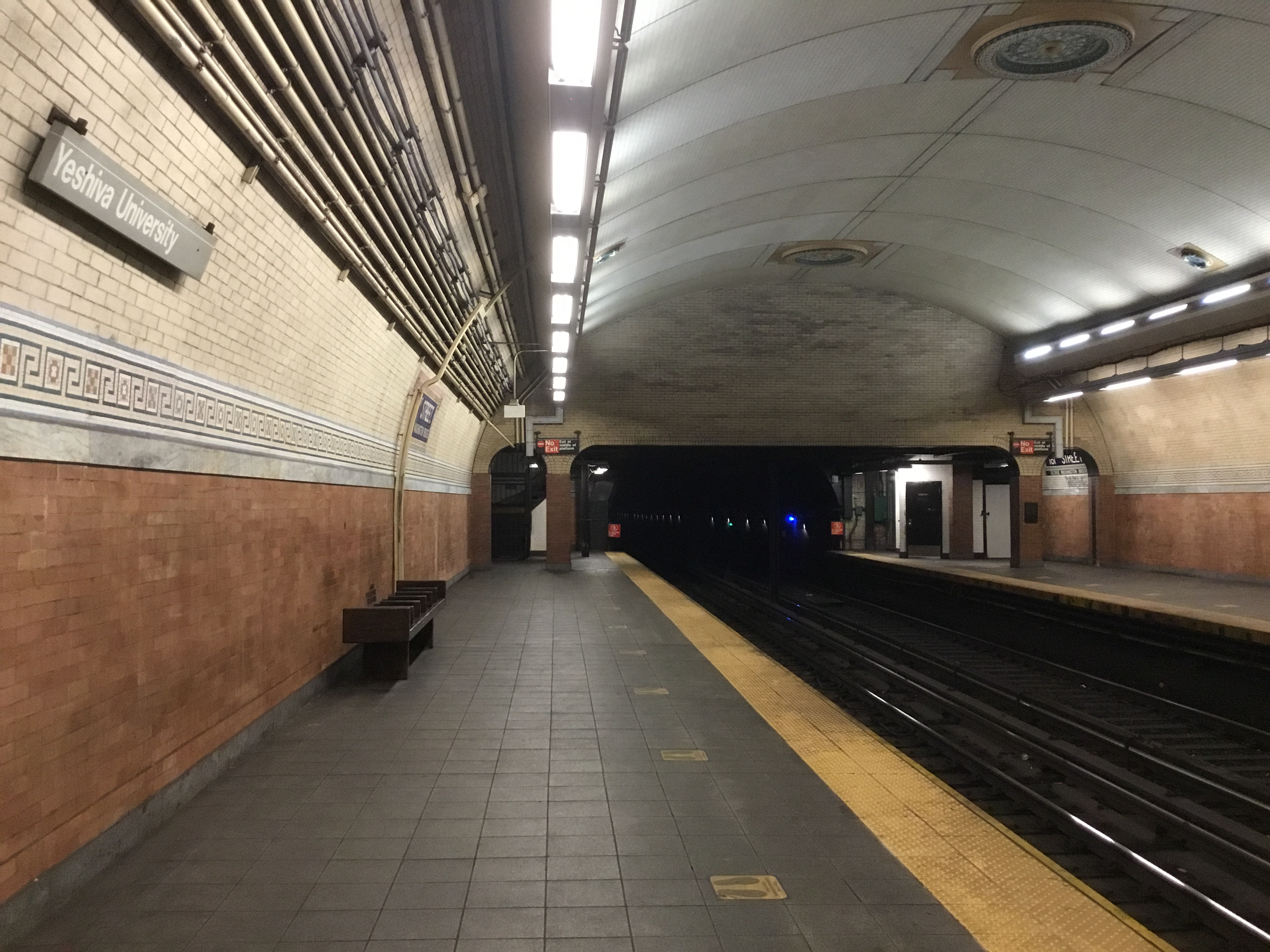
EN 2022.

## Patrimoine ferroviaire

Mosaîc
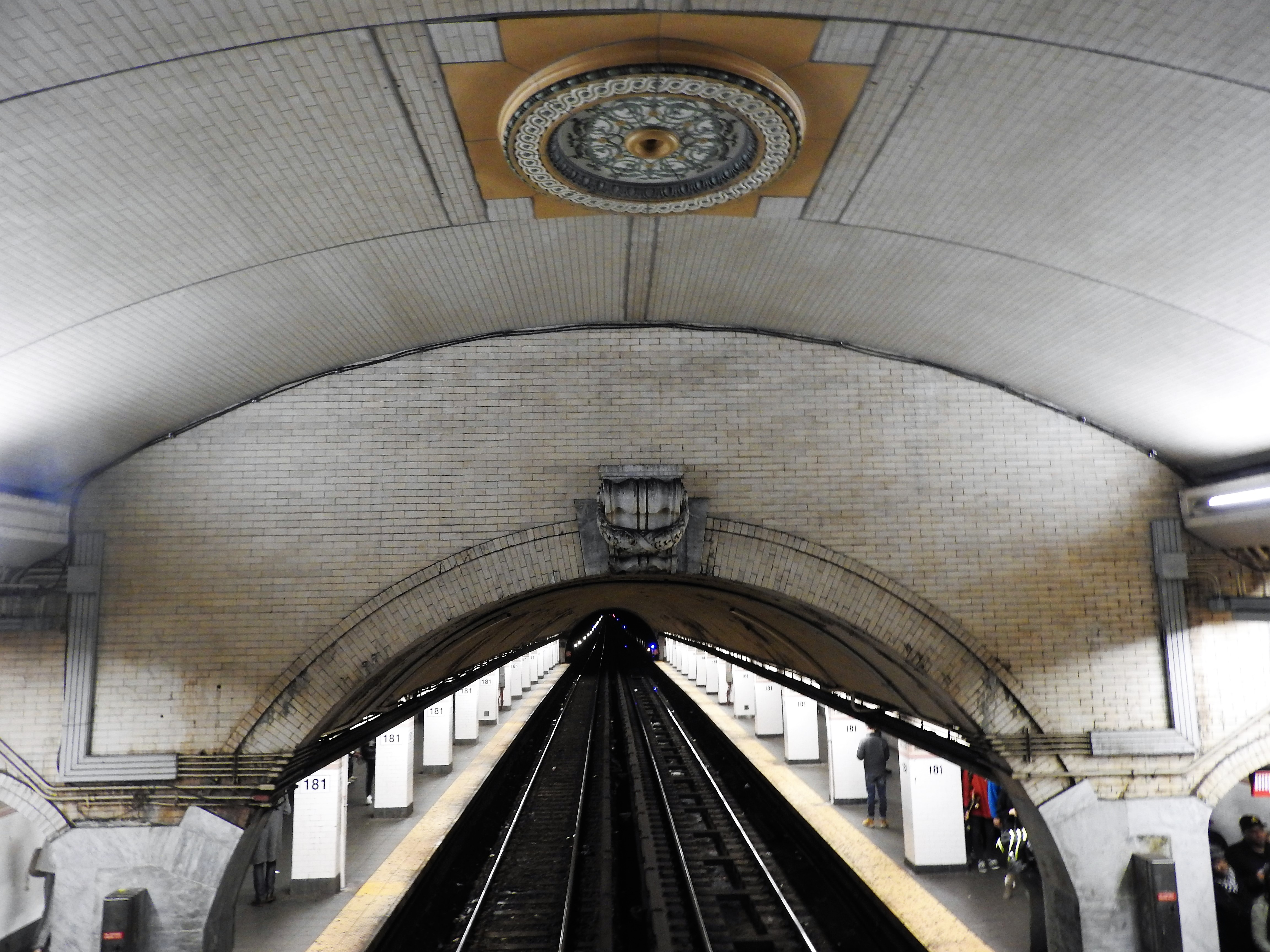
En 2017.
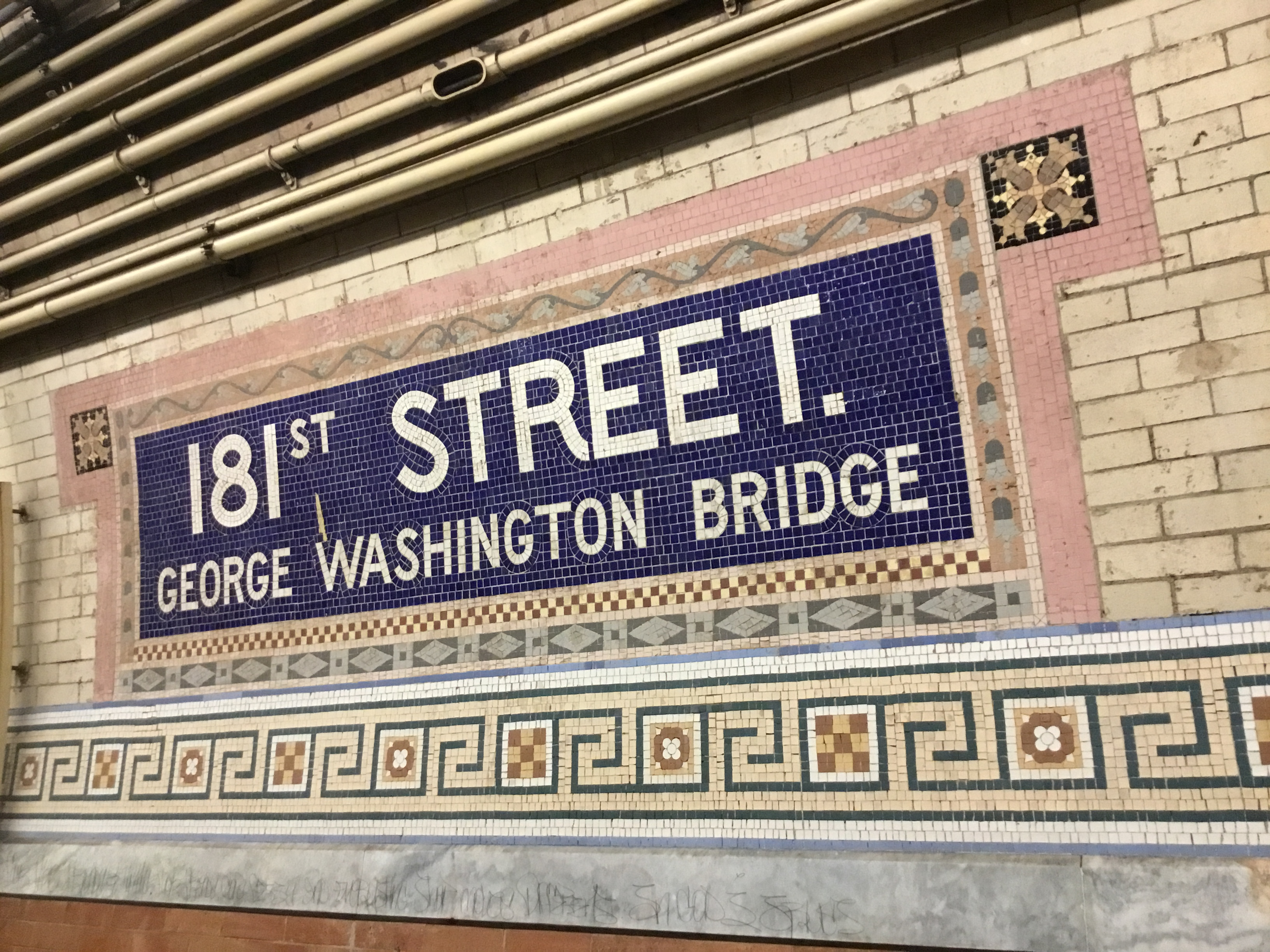
En 2022.
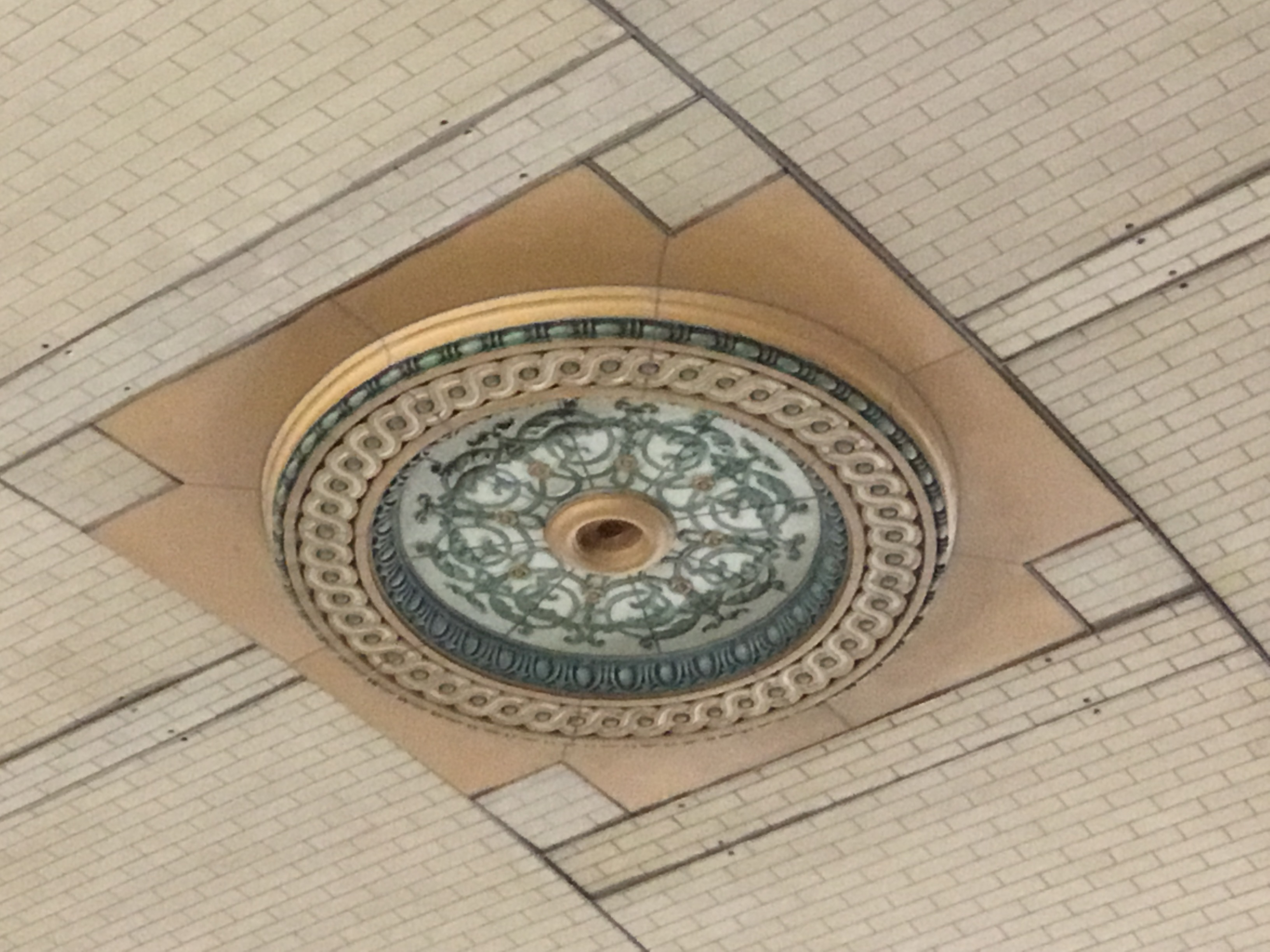
En 2022.